# Моя бабуся Фані Каплан
«Моя бабуся Фані Каплан» — український драматично-історичний фільм режисерки Олени Дем'яненко. У серпні 2017 року фільм було включено до лонг-листа премії Європейської кіноакадемії.

## Сюжет
В основі фільму — журналістське розслідування, яке відбувається в наші дні. В паризькому передмісті Сент-Женев'єв де Буа, в Російському домі доживає останні дні стара, яка володіє щоденником своєї бабці — Фані Каплан.
З цього щоденника київська журналістка Марина дізнається пронизливу історію «сліпого» кохання Фані Каплан до Віктора Гарського.
Доведено, що Гарський двічі використовував закохану в нього дівчину Фейгу (Фані Каплан) у своїх політичних іграх. Вперше, ще до революції, вона відбула за нього десятилітню каторгу, де осліпла і серйозно підірвала здоров'я. Вдруге — опинилась на місці, де він призначив їй побачення — 30 серпня 1918 року. Навряд чи було збігом, що це місце розташовувалося поряд з заводом Міхельсона, де стався замах на Леніна. Паралельна сюжетна лінія — роман Фані Каплан з братом Володимира Леніна Дмитром.

## Акторський склад
Фані Каплан — Катерина Молчанова
Дмитро Ульянов — Мирослав Слабошпицький
Ленін — Олексій Девотченко
Віктор Гарський — Іван Бровін
Анна Пігіт — Ганна Донченко
Надія Крупська — Наталя Нікуленко
Батько Фані Каплан — Владислав Троїцький
Спиридонова — Марина Май-Кукліна
Професор Гіршман — Роман Ширман
Яків Свердлов — Ігор Малахов
Начальник відділу ЧК — Геннадій Кофман
Медсестра — Світлана Косолапова
Каторжниці — Ірина Цілик, Вікторія Трофименко, Катерина Некрасова, Олена Тополь, Ярослава Беззабава
Кушпетовський — Валерій Симончук
Епізодичні ролі: Оксана Артеменко, Сергій Сафрончик (офіцер), Олександр Шевчук (начальник тюрми), Сергій Галетій (чоловік у пенсне), Костянтин Стоянчев (солдат), Олександр Денисенко, Григорій Бакланов, Олександр Сугак, Антон Себастьян, Володимир Захаренков.

## Кошторис
Фільм став переможцем четвертого пітчингу Держкіно України у 2013 році. Кошторис фільму склав 22 млн гривень, з них частка Держкіно — 11 млн гривень (50%)

## Нагороди та номінації
Фільм здобув наступні нагороди та номінації:
| Нагороди та номінації фільму «Моя бабуся Фані Каплан» | Нагороди та номінації фільму «Моя бабуся Фані Каплан» | Нагороди та номінації фільму «Моя бабуся Фані Каплан» | Нагороди та номінації фільму «Моя бабуся Фані Каплан» | Нагороди та номінації фільму «Моя бабуся Фані Каплан» | Нагороди та номінації фільму «Моя бабуся Фані Каплан» |
| Рік                                                   | Кінопремія / Кінофестиваль                            | Категорія / Нагорода                                  | Номінант                                              | Результат                                             | Дж.                                                   |
| ----------------------------------------------------- | ----------------------------------------------------- | ----------------------------------------------------- | ----------------------------------------------------- | ----------------------------------------------------- | ----------------------------------------------------- |
| 2016                                                  | Одеський міжнародний кінофестиваль                    | Найкращий український повнометражний фільм            | «Моя бабуся Фані Каплан»                              | Номінація                                             |                                                       |
| 2016                                                  | Одеський міжнародний кінофестиваль                    | Найкращий актор Національного конкурсу                | Мирослав Слабошпицький                                | Перемога                                              |                                                       |
| 2016                                                  | Crystal Palace International Film Festival            | Найкращий іноземний фільм                             | «Моя бабуся Фані Каплан»                              | Перемога                                              | [ 5 ] [ 6 ]                                           |
| 2017                                                  | Національна кінопремія Золота дзиґа                   | Найкращий фільм                                       | «Моя бабуся Фані Каплан»                              | Номінація                                             |                                                       |
| 2017                                                  | Національна кінопремія Золота дзиґа                   | Найкращий режисер                                     | Олена Дем'яненко                                      | Номінація                                             |                                                       |
| 2017                                                  | Національна кінопремія Золота дзиґа                   | Найкраща акторка                                      | Катерина Молчанова                                    | Номінація                                             |                                                       |
| 2017                                                  | Національна кінопремія Золота дзиґа                   | Найкраща акторка другого плану                        | Колектив «дівчат-каторжанок»                          | Номінація                                             |                                                       |
| 2017                                                  | Національна кінопремія Золота дзиґа                   | Найкращий художник-постановник                        | Олександр Батенєв та Сергій Бржестовський             | Перемога                                              |                                                       |
| 2017                                                  | Національна кінопремія Золота дзиґа                   | Найкращий сценарист                                   | Олена Дем'яненко та Дмитро Томашпольський             | Перемога                                              |                                                       |
| 2017                                                  | Національна кінопремія Золота дзиґа                   | Найкращий композитор                                  | Тимур Полянський                                      | Номінація                                             |                                                       |